# Milleropsis pricei
Milleropsis pricei è un rettile estinto appartenente ai millerosauri. Visse nel Permiano superiore (circa 254 - 252 milioni di anni fa) e i suoi resti fossili sono stati ritrovati in Sudafrica.

## Descrizione
Questo animale, simile a una lucertola, possedeva un corpo allungato e una coda lunghissima e sottile; era di piccole dimensioni e non doveva superare di molto i 20 centimetri di lunghezza. Milleropsis era caratterizzato, come tutti i millerosauri, da un cranio dotato di una finestra postorbitale (al contrario della maggior parte dei pararettili); il cranio era piuttosto stretto e sottile, contrariamente a quello di altre forme simili e più antiche come Broomia perplexa. Altre differenze rispetto a quest'ultimo genere erano date dalla dentatura (completamente isodonte in Milleropsis), dall'osso ulnare molto più largo che lungo, e dal centrale laterale che aveva solo un contatto con l'osso intermedio.

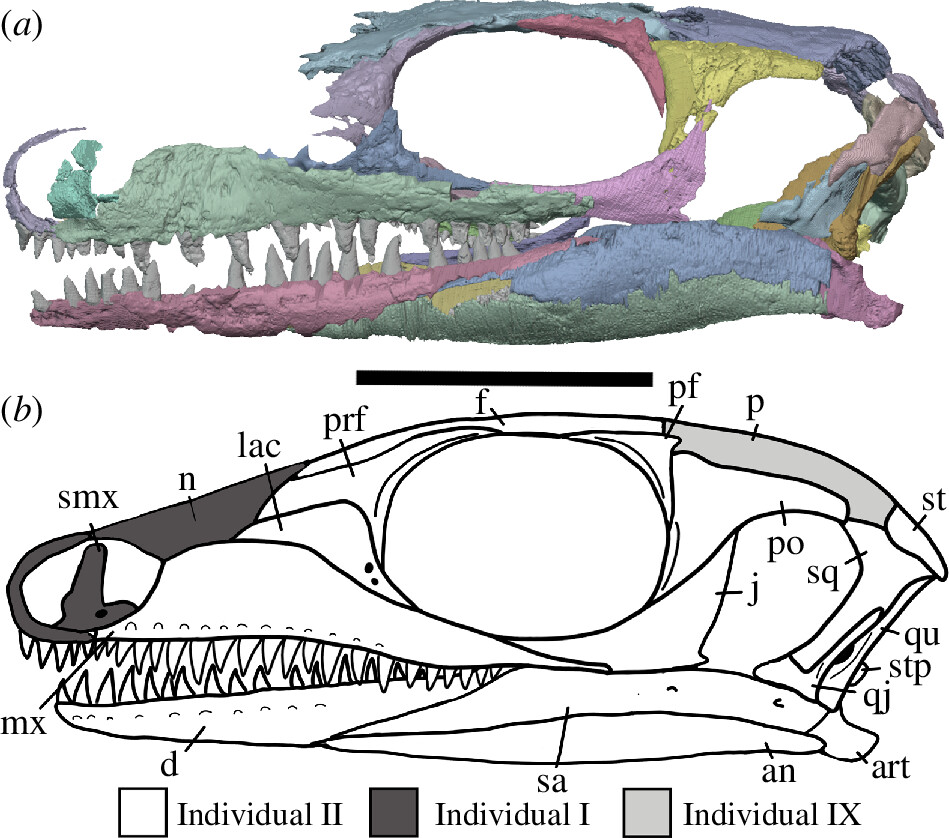
Ricostruzione del cranio di Milleropsis pricei

## Classificazione
Milleropsis pricei venne descritto per la prima volta da Gow nel 1972, sulla base di resti fossili ritrovati nelle zone di Swaelkrans e di New Bethesta Commonage in Sudafrica. Milleropsis è stato classificato nei millerettidi, un gruppo di rettili "anapsidi" dalle caratteristiche aperture postorbitali e dall'aspetto simile a quello delle lucertole. In particolare, secondo un'analisi del 2011 Milleropsis è considerato un membro piuttosto derivato del gruppo, insieme a Millerosaurus (Ruta et al., 2011).